# Shift lock
Shift lock is een toets op het toetsenbord van oude typemachines en toetsenborden van computers met een AZERTY-toetsenindeling. De letterarmen van de oude typemachines bevatten steeds twee letters en/of leestekens onder elkaar.
Met deze toets worden niet alleen de letters van a tot z op de gewone lettertoetsen in hoofdletters A tot Z veranderd (zoals bij Caps lock), maar worden ook de meeste leestekens en de accentletters uitgeschakeld. Dit gebeurde bij de typemachines meestal door het omhoogbrengen van de papierrol, - met de lock werd de rol vastgezet in die positie - waardoor de bovenste letter (vaak een kapitaal of hoofdletter) die zich ook op de letterhamer bevond door een aanslag op het papier op de rol terechtkwam. Nog eens indrukken maakte de rol weer vrij van het slot en zakte, waardoor de oorspronkelijke stand weer terugkwam.